# هيلاري لا فونتين
هيلاري لا فونتين (بالإنجليزية: Hilary La Fontaine)‏ هي ضابطة استخبارات بريطانية، ولدت في 1937، وتوفيت في 2012.